# Estación Cerrillos (Ovalle)
Cerrillos fue una estación de ferrocarril que se hallaba en la localidad de Cerrillos de Tamaya, dentro de la comuna de Ovalle, en la Región de Coquimbo de Chile. Fue parte del Ramal Tongoy-Ovalle y actualmente se encuentra inactiva, con las vías levantadas.

## Historia
La estación fue originalmente la estación terminal del primer tramo del ramal ferroviario que comunicaba con Tongoy, iniciando sus servicios en 1867, alcanzando al año siguiente el mineral de Tamaya mediante un subramal, el cual contenía 2 estaciones principales: Sauce y San José (también denominada como Tamaya), además de otras 3 estaciones secundarias en el trayecto, denominadas Recreo, Pique y Rosario.
Se encontraba a una altitud de 222 m s. n. m. según José Olayo López (1910). En mapas oficiales de 1929 la estación aparece denominada como «Empalme a Tamaya».
La estación dejó de prestar servicios cuando fue clausurada junto con el resto del ramal en 1938 y las vías fueron levantadas. El sitio donde se ubicaba la estación actualmente está ocupado por una oficina del Servicio de Registro Civil e Identificación.